# متنزه غمدان
متنزه غمدان أو ما يسمى غابة ملك البحرين، تقع في العاصمة الأردنية عمان وتتبع منطقة خريبة السوق الواقعة جنوب العاصمة عمان.
تطل الغابة على طريق مطار الملكة علياء الدولي، يقابل الغابة منتزه عمان القومي، ومدينة عمان المائية الواقعة في نفس المنطقة، منطقة خريبة السوق.
يعتبر متنزه غمدان من أجمل المواقع الطبيعية في عمان ويحتوى على مدينة ألعاب وحديقة للحيوان.
وقد ساهم المتنزه في جلب عدد كبير من الزوار لمنطقة خريبة السوق الواقعة جنوب عمان.